# إسماعيل كامارا
إسماعيل كامارا (بالإنجليزية: Ismail Kamara)‏ هو منافس ألعاب قوى سيراليوني، ولد في 14 فبراير 1997.

## وصلات خارجية
- إسماعيل كامارا على موقع الاتحاد الدولي لألعاب القوى (الإنجليزية)
- إسماعيل كامارا على موقع أوليمبيديا (الإنجليزية)